# Campanula suanetica
Campanula suanetica är en klockväxtart som beskrevs av Franz Josef Ivanovich Ruprecht. Campanula suanetica ingår i släktet blåklockor, och familjen klockväxter. Inga underarter finns listade i Catalogue of Life.